# Jezioro Matka
Jezioro Matka (mac. Езеро Матка) jest najstarszym zbiornikiem zaporowym w Macedonii Północnej, którego zapora została zbudowana w 1938 roku. Powstało w wyniku przedzielenia rzeki Treski zaporą noszącą imię św. Andrzeja. Woda jeziora jest używana do wytwarzania energii elektrycznej i nawadniania wsi. Jezioro jest zarybione i wykorzystywane do sportowego połowu ryb. Nad brzegami jeziora znajduje się 10 jaskiń o długości od 20 do 180 m, w tym udostępniona dla turystów jaskinia Wreło, zakończona jeziorkiem, na którym osiągnięto w nurkowaniu głębokość 203 metrów. Jaskinia zamieszkana jest przez nietoperze.